# Ogrodniczki (spodnie)

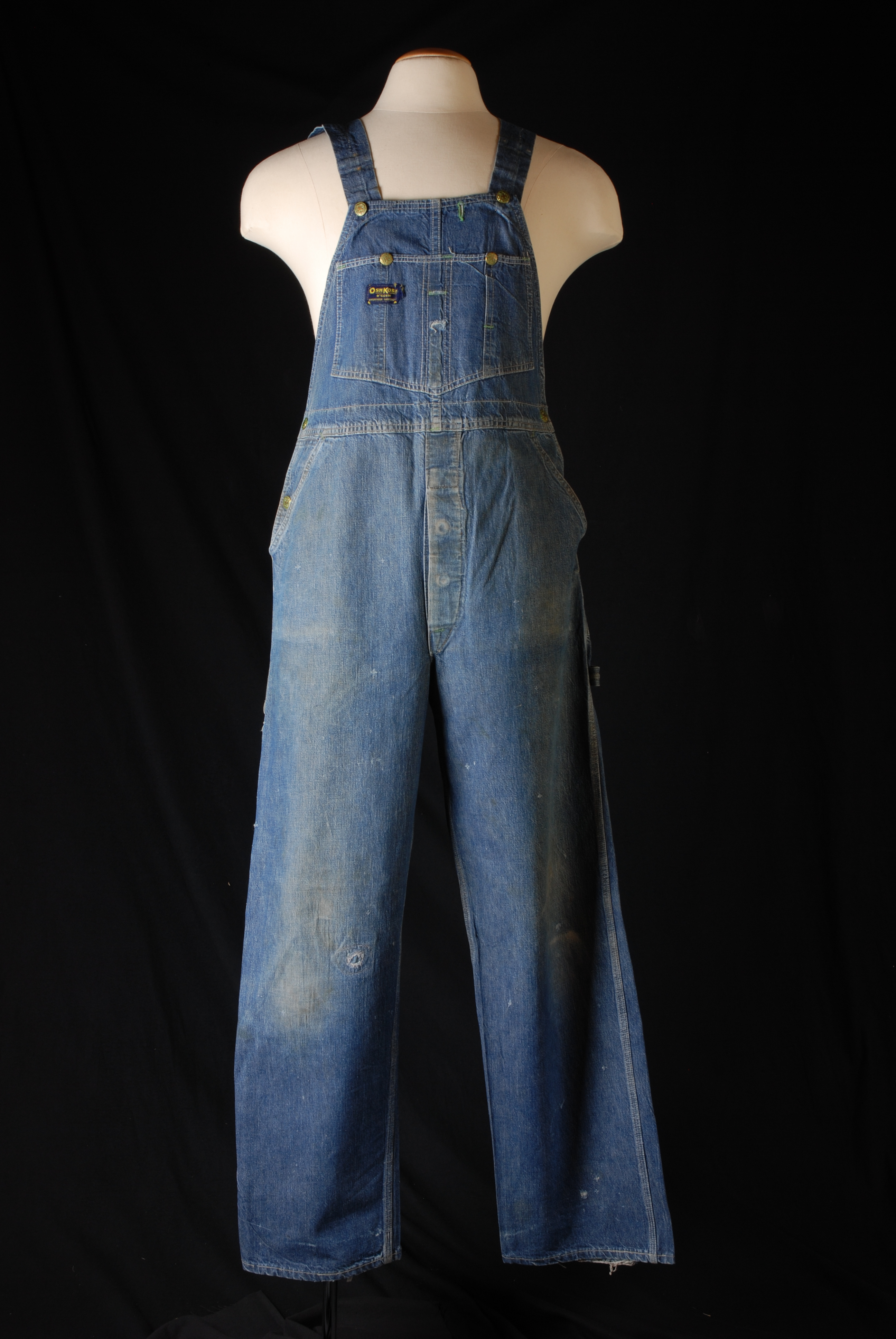
Ogrodniczki

Ogrodniczki – spodnie z klapą okrywającą tors z przodu oraz zintegrowanymi szelkami. Najczęściej ogrodniczki są używane jako odzież ochronna, ale nosi się je także jako strój codzienny.
Zaprojektowanie ogrodniczek przypisywane jest francuskiej rodzinie Lafont, której przedstawiciele w połowie XIX wieku uszyli je jako strój roboczy, ułatwiający przechowywanie narzędzi w dużej kieszeni umieszczonej w klapie na piersi. Kombinezon tego rodzaju został opatentowany w 1896 roku przez Adolphe Lafonta, założyciela firmy produkującej odzież ochronną.  
Ogrodniczki jako strój roboczy były używane od początku XX wieku i w tej roli zostały przedstawione w takich filmach jak Dzisiejsze czasy Charliego Chaplina (1936) czy Grona gniewu Johna Forda (1940). Stały się też znakiem rozpoznawczym postaci scenicznej francuskiego komika Coluche′a. 
Do mody damskiej ogrodniczki wprowadziła w 1976 roku francuska projektantka Agnès Troublé pod swoją marką agnès b. Są one także używane jako spodnie ciążowe. 